# Never Mind the Buzzcocks
Never Mind the Buzzcocks ist eine britische Comedy-Quizshow mit Pop- und Rockmusik-Themen. Die Show lief von 1996 bis 2014 auf dem Sender BBC Two und wurde von Talkback Thames für die BBC produziert. Im September 2021 wurde die Serie von Sky Max übernommen. 
Der Name der Sendung setzt sich aus dem Namen der Band Buzzcocks und dem Album Never Mind the Bollocks, Here’s the Sex Pistols der Sex Pistols zusammen.

## Konzept
In der Show stellt der Moderator zwei dreiköpfigen Teams Fragen und Aufgaben aus dem Musikbereich. In verschiedenen Runden müssen die Teams z. B. Songtitel oder Interpreten erraten, Liedtexte vervollständigen oder aus einer Personengruppe ein Mitglied einer (meist seit Jahren aufgelösten) Band erraten. Am Ende der Sendung entscheiden die erzielten Gesamtpunkte über den Gewinn. Die Teams bestehen aus einem Teamkapitän, der zur festen Besetzung der Sendung gehört, und jeweils zwei wechselnden Gästen aus der britischen Musik- und Fernsehbranche.
Neben dem Lösen der Fragen und Aufgaben liegt der Schwerpunkt aber vor allem auf dem ausgeprägten trockenen und oft sarkastischen Humor. Gäste und Moderator nehmen hierbei Persönlichkeiten der Musikindustrie, aber auch sich gegenseitig aufs Korn. 

## Geschichte
Die erste Folge von Never Mind the Buzzcocks ging am 12. November 1996 auf Sendung. Von 1996 bis zum Dezember 2005 wurde die Show von Mark Lamarr moderiert, der sie seit 2004 auch produzierte. Nachdem Lamarr die Moderation nach 150 Folgen abgegeben hatte, übernahm im Oktober 2006 der englische Comedian und Moderator Simon Amstell die Show. Im April 2009 verließ auch Amstell die Show um sich stärker seinen Live-Auftritten und Touren zu widmen. In den folgenden Staffeln wurden einzelne Shows von Gästen wie David Walliams, Martin Freeman oder David Tennant moderiert, seit 2014 vom walisischen Comedian Rhod Gilbert.
Die Rolle der Teamkapitäne übernahmen zu Beginn die Comedians Phill Jupitus und Sean Hughes. Nachdem Hughes die Show im Mai 2002 verlassen hatte, übernahm der Comedian, Schauspieler und Musiker Bill Bailey dessen Rolle. Nachdem Bailey Ende 2008 nach elf Staffeln ausgestiegen war, wurde die Show von verschiedenen Gastkapitänen komoderiert. Oktober 2009 wurde der Comedian Noel Fielding als neuer Teamkapitän Teil der Stammbesetzung.
Am 26. Mai 2015 wurde seitens der BBC bekannt gegeben, dass Never Mind the Buzzcocks nach 18 Jahren eingestellt wird, um Platz für neue Unterhaltungsformate zu schaffen.
Seit 2021 wird eine Neuauflage der Sendung beim britischen Pay-TV Sender Sky Max ausgestrahlt. Neuer Host ist Comedian Greg Davies. Noel Fielding kehrte als Teamcaptain zurück, zusammen mit Daisy May Cooper als erster weiblicher Teamcaptain.

## Auszeichnungen
BAFTA TV Award
- 2008: Nominierung in der Kategorie Entertainment Performance für Simon Amstell[8]

British Comedy Awards
- 1999: Nominierung in der Kategorie Best Comedy Game Show[9]
- 2007: British Comedy Award in der Kategorie Best Comedy Entertainment Programme[10]
- 2007: British Comedy Award in der Kategorie Best Comedy Entertainment Personality für Simon Amstell[10]
- 2008: Nominierung in der Kategorie Best Comedy Panel Show[11]

RTS Awards
- 2007: RTS Award in der Kategorie Best Entertainment Performance für Simon Amstell[12]